# Michel von Tell
Michel von Tell (Zúrich, 8 de octubre de 1980) es un negociante, comediante y periodista suizo. Es poseedor de un récord mundial en motociclismo.

## Biografía

### Trayectoria
Jugó béisbol profesional en la escuela en la LNB suiza, que es la segunda liga profesional de Suiza. Su interés en el mercado de valores comenzó en su época escolar cuando empezó a invertir y a trabajar en el sector. En el Fraternity Rwanda Rally 2000 terminó la carrera en la sexta posición.
En 2012, vendió la mayoría de sus empresas y comenzó a trabajar en los medios de comunicación. Empezó un programa y dirigió un podcast en las nuevas plataformas de los medios de comunicación. Von Tell trabajó con gente como Peter Scholl-Latour, Ulrich Kienzle, Jack Nasher, Gerhart Baum y su amigo, el comediante Christoph Sieber. Su programa y sus podcasts han sido vistos por más de 10 millones de personas.

## Récord mundial

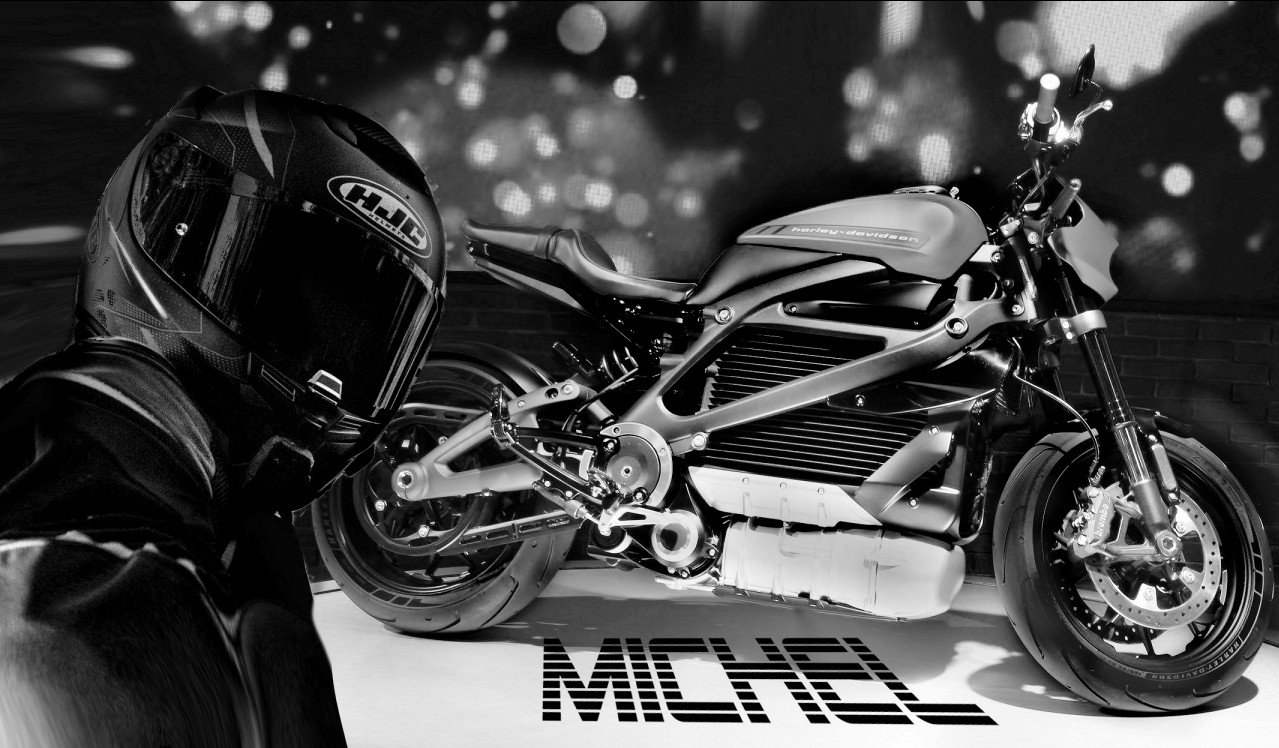
Harley-Davidson LiveWire.

En marzo de 2020, Michel von Tell estableció un récord mundial al recorrer más de 1723 km en 24 horas con la nueva Harley-Davidson LiveWire. El récord anterior era de menos de 1400 km. El recorrido se hizo a través de los países de Austria, Liechtenstein, Suiza y Alemania. Michel era el único conductor y se conducía en condiciones cotidianas.
El viaje fue acompañado por 6 observadores oficiales, un pequeño equipo y la prensa local.

## Vida privada
Michel von Tell reside en diferentes países  como son, los Estados Unidos, Israel y Suiza. En 2020 también está trabajando en el parlamento alemán como Consultor Estratégico (Bundestag). 
Von Tell también ha jugado algunos torneos de póquer; según la "All Time Money List" suiza, es uno de los 100 jugadores más exitosos del país.